# ۱۹ مهر
۱۹ مهر دویست و پنجمین روز از سال در گاه‌شماری خورشیدی است. به پایان سال ۱۶۰ روز (۱۶۱ روز در سال کبیسه) باقی‌است.

## رویداد
- ۱۳۶۵ - آغاز عملیات فتح ۱
- ۱۳۸۷ - راه‌اندازی نیروگاه فردوسی
- ۱۳۹۰ - رقابت ۱۹ مهر ۱۳۹۰ تیم ملی فوتبال ایران با تیم ملی فوتبال بحرین در مرحله مقدماتی جام جهانی فوتبال ۲۰۱۴ (آسیا)
- ۱۳۹۳ - حادثه هوایی ۱۹ مهر ۱۳۹۳
- ۱۳۹۸ - حادثه نفتکش سابیتی
- ۱۴۰۳ - رقابت ۱۹ مهر ۱۴۰۳ تیم ملی فوتبال ایران با تیم ملی فوتبال ازبکستان در مرحله مقدماتی جام جهانی فوتبال ۲۰۲۶ (آسیا)

## زادروزها
- ۱۱۸۹ - بهمن میرزا، شاهزاده قاجار، ادیب و نویسنده
- ۱۳۰۹ - منوچهر آشتیانی، جامعه‌شناس و استاد فلسفه
- ۱۳۱۳ - محمد احمدپناهی سمنانی، تاریخ‌نگار و نویسنده (د. ۱۳۹۵)
- ۱۳۱۶ - جمشید شاه‌محمدی موسوی، بازیگر
- ۱۳۱۸ - محمدرضا شفیعی کدکنی، شاعر و نویسنده
- ۱۳۱۹ - پوری بنایی، بازیگر
- ۱۳۲۵ - اسماعیل میرفخرایی، مجری و تهیه‌کننده
- ۱۳۳۵ - مهدی فلاح، خوشنویس، خواننده و نوازنده
- ۱۳۵۸ - اشکان خطیبی، بازیگر
- ۱۳۸۶ - سارینا ساعدی، از کشته‌شدگان خیزش ۱۴۰۱ ایران

## درگذشت‌ها
- ۱۳۵۹ - زوریک مرادیان، اولین کشته ارمنی‌تبار ایرانی جنگ ایران و عراق (ز. ۱۳۳۹)
- ۱۳۶۳ - میرزا خلیل کمره‌ای، نویسنده، محقق و فیلسوف (زاده ۱۲۷۷)
- ۱۳۶۹ - عباسقلی گلشائیان، از کارگزاران مهم اقتصادی و قضائی دوره پهلوی (زاده ۱۲۸۱ تهران)
- ۱۳۷۰ - حسین شیخ، نقاش (زاده ۱۲۸۹)
- ۱۳۸۶ - محمدحسن فرحبخشیان، شاعر (ز. ۱۳۲۰)
- ۱۳۸۷ - جواد نوربخش، نویسنده، شاعر و پیر سلسله نعمت‌اللهی (زاده ۱۳۰۵)
- ۱۳۹۲ - حیدرعلی طالب‌پور، شاعر (ز. ۱۳۰۹)